# Every Woman in Me
Every Woman in Me (hay viết tắt là EWIM) là một album tiếng Anh của nữ ca sĩ Lara Fabian, ban đầu chỉ có sẵn để đặt mua trong chuyến lưu diễn hoặc trên trang web chính thức của cô.
Tiếp nối và tương tự như Toutes les femmes en moi, EWIM cũng là một album gồm các ca khúc hát lại, chỉ khác biệt rằng album này hoàn toàn theo phong cách acoustic (chỉ sử dụng nhạc cụ là đàn piano).

## Danh sách bài hát
- Nguồn: Discogs.[5]

| STT | Nhan đề                              | Ca sĩ gốc       | Thời lượng |
| --- | ------------------------------------ | --------------- | ---------- |
| 1.  | "River"                              | Joni Mitchell   | 3:27       |
| 2.  | "Both Sides Now"                     | Joni Mitchell   | 4:00       |
| 3.  | "Alfie"                              | Cilla Black     | 2:22       |
| 4.  | "Bewitched, Bothered and Bewildered" | Carol Bruce     | 2:47       |
| 5.  | "Crazy"                              | Patsy Cline     | 2:25       |
| 6.  | "Close to You"                       | The Carpenters  | 2:31       |
| 7.  | "Wind Beneath My Wings"              | Bette Midler    | 4:25       |
| 8.  | "Theme from Mahogany"                | Diana Ross      | 2:59       |
| 9.  | "The Man with the Child in His Eyes" | Kate Bush       | 2:24       |
| 10. | "Why"                                | Annie Lennox    | 4:42       |
| 11. | "Angel"                              | Sarah McLachlan | 4:41       |

## Những người thực hiện
Thông tin lấy từ Discogs.
- Pierre Guimard – piano
- Christian St-Germain – thu âm, phối nhạc, master